# 大楽寺町
大楽寺町（だいらくじまち）は、東京都八王子市の地名である。丁番を持たない単独町名であり、住居表示未実施区域。郵便番号は193-0816（八王子西郵便局管区）。

## 地理
八王子市中央部に位置する。北端の浅川（北浅川）から南端の城山川まで、北西から南東への細長い町域をしており、それに沿うように陣馬街道が通る。
東で上壱分方町・諏訪町・四谷町・叶谷町、西で弐分方町、南で横川町、北で西寺方町と隣接する。

### 河川
- 浅川（北浅川）
- 城山川

## 歴史
- 1889年（明治22年）4月1日 - 町村制施行により、神奈川県南多摩郡大楽寺村が、上壱分方村、下壱分方村、横川村、弐分方村、川村、元八王子村と合併し、元八王子村が成立する。大楽寺村は元八王子村大字大楽寺となる。
- 1955年（昭和30年）4月1日 - 元八王子村が八王子市へ編入。元八王子村大字大楽寺は八王子市大字大楽寺となる。
- 1956年（昭和31年）10月1日 - 町名変更により八王子市大字大楽寺の一部が大楽寺町となる。

## 世帯数と人口
2017年（平成29年）12月31日現在の世帯数と人口は以下の通りである。
| 町丁     | 世帯数    | 人口    |
| -------- | --------- | ------- |
| 大楽寺町 | 2,391世帯 | 5,361人 |

## 小・中学校の学区
市立小・中学校に通う場合、学区は以下の通りとなる。
| 番地 | 小学校                     | 中学校                   | 通学許可校               |
| --- | -------------------------- | ------------------------ | ------------------------ |
| 1番地～121番地1、121番地4・5〜6、122番地2〜3・6 123番地2・5、124番地1〜2・5〜6、125番地～127番地1 127番地4、128番地1・4、129番地1・4〜5 130番地～132番地1、132番地4〜5・7、134番地1・4～8 135番地1・6、136番地1・4～6・8、137番地1・4 143番地、145番地1・4、146番地1・4、147番地 148番地2・4・6〜7、153番地～155番地1、155番地6～8 155番地11～12、156番地1・5、157番地～159番地1 159番地6、185番地2・5、186番地2・4・6 187番地～188番地1、188番地5〜6・8、189番地2・5〜6 193番地1・3・5、194番地2 | 八王子市立上壱分方小学校   | 八王子市立四谷中学校     |                          |
| 198～355番地、357番地2〜3、358番地1・4～8 359番地1・4、361番地2～9・11～13、363番地2 364番地2、367～371番地、373～392番地 419～423番地 | 八王子市立弐分方小学校     | 八王子市立元八王子中学校 |                          |
| 121番地2〜3・7、122番地1・4〜5、123番地1・3〜4 124番地3〜4・7、127番地2〜3・5、128番地2〜3・5 129番地2〜3・6〜9、132番地2〜3・6、133番地 134番地2〜3・9、135番地2〜5・7〜10、136番地2〜3 136番地7、137番地2〜3、138〜142番地、145番地2〜3 145番地5、146番地2〜3・5、148番地1・3・5 149〜152番地、155番地2〜5、156番地2〜4 159番地2〜5・7、160〜181番地、183〜185番地1 185番地3〜4、186番地1・3・5、188番地2〜4・7 189番地1・3〜4・7〜10、190〜192番地、193番地2・4 194番地1・3〜7、195〜197番地   | 八王子市立上壱分方小学校   | 八王子市立元八王子中学校 |                          |
| 356番地、357番地1・4〜6、358番地2、359番地2 360番地〜361番地1、361番地10、362番地〜363番地1 364番地1・4、365〜366番地、402番地、403番地2〜4 403番地10・19~22、406番地3〜6、408番地6 | 八王子市立元八王子小学校   | 八王子市立四谷中学校     | 八王子市立元八王子中学校 |
| 372番地、393〜401番地、403番地1・5〜9・23〜25 404番地~406番地1、406番地2、407番地､408番地1〜5 408番地8、409〜418番地、424〜510番地 | 八王子市立元八王子小学校   | 八王子市立元八王子中学校 |                          |
| 511番地〜514番地1、515番地1、516番地1、517番地1 517番地3〜4、518~535番地、540番地2 541番地〜550番地1、550番地3、557番地2 558〜559番地、574番地1、575番地以降 | 八王子市立元八王子東小学校 | 八王子市立横川中学校     |                          |
| 514番地2、515番地2、516番地2、517番地2・5 536番地〜540番地1、550番地2・4、551番地〜557番地1 560〜573番地、574番地2 | 八王子市立元八王子東小学校 | 八王子市立四谷中学校     |                          |

## 交通

### 道路・橋梁
- 東京都道521号上野原八王子線（陣馬街道）
- 三村橋（城山川）

### 路線バス
- 西東京バス
  - 京王八王子駅 - 叶谷 - 宝生寺団地・恩方車庫・繊維団地・大久保
  - 京王八王子駅 - 元八事務所 - 高尾駅南口
  - 西八王子駅 - 叶谷 - 繊維団地
- はちバス
  - 東海大学八王子病院 - 元八事務所 - 北の根東（川口町）

## 施設

### 行政
- 八王子市役所元八王子事務所
- 地域子ども家庭支援センター元八王子

### 教育
- 八王子市立元八王子中学校

### 郵便局
- 元八王子郵便局

### 商業
- オザム大楽寺店

### 神社・寺院
- 法泉寺
- 長円寺
- 西蓮寺 - 室町時代末期に建築された薬師堂が東京都指定文化財に指定されている。
- 誓願寺 - 浄土真宗本願寺派の寺院。市内元八王子町にある八王子浄苑を管理・運営。

### 公園
- 大楽寺千本木緑地